# 大経寺 (八潮市)
大経寺（だいきょうじ）は、埼玉県八潮市にある浄土宗の寺院。

## 歴史
1586年（天正14年）、等誉暁翁によって開山された。開基は地元の関根兵吾という人物であった。
1648年（慶安元年）、江戸幕府第3代将軍徳川家光より寺領7石が与えられた。
当寺の観音堂にある木造鉈刻千手観世音菩薩像は、文覚作とされていたが、調査の結果、円空によって作られた「円空仏」であることが明らかになった。

## 文化財
- 円空作木造千手観音立像（埼玉県指定有形文化財 平成6年3月16日指定）[3]

## 交通アクセス
- 路線バス住宅団地前停留所より徒歩6分。